# سارة حميد أحمد
ساره حميد أحمد (بالإنجليزية: Saarah Hameed Ahmed)‏ (من مواليد 22 أبريل 1989) وهي طيارة هندية من بنغالور، كارناتاكا. عملت سارة في سبايس جيت. اعتبارا من مارس 2015 حيث عملت في وفقا لتقرير إخباري نشرته هندوستان تايمز، كانت ساره المسلمة الوحيدة المعروفة في قطاع الطيران الهندي حتى مارس 2015. وصفتها الصحيفة الهندوسية كأول طيارة مسلمة في كارناتاكا.
أوضحت ساره في وقت لاحق أنها لم تدع أبداً أنها أول امرأة هندية تحصل على رخصة الطيران، وأنها ببساطة واحدة من بين عدد قليل من الطيارين المسلمات. كما أوضحت أنها لم تذكر شيئًا عن معاملتها المختلفة بسبب أنها مسلمة.

## حياتها
ولدت ساره صباح حميد احمد في بنغالور، كارناتاكا. بعد إكمال اختبارها PUC في كلية جيوثي نيفاس، التحقت سارة في عام 2007 في مدرسة باريس للطيران بولاية فلوريدا. في فترة ما بعد أحداث 11 سبتمبر 2001 من الإسلاموفوبيا، كان معظم الطلاب المسلمين ممنوعين من تأشيرات الدخول للولايات المتحدة الأمريكية، لكنها لم تجد صعوبة كبيرة في الحصول على تأشيرة الدخول.
وفقا لوالد سارة، في المجتمع التقليدي الذي نشأت فيه، فإن مسؤولية المرأة هي لمنزلها وأطفالها. لم تتلق سارة الدعم في البداية داخل المجتمع، وحاولت عائلتها تثبيطها ولكنها أصرت على الاستمرارية في مجال الطيران وساعدها صديق والدها الذي كان طيارًا في خطوط ساوث ويست الجوية. بعد عام من الدراسة وتسجيل 200 ساعة طيران، حصلت سارة على رخصة الطيران في عام 2008. عادت إلى الهند وأجرت عملية تحويل لرخصة الطيران الأمريكية إلى رخصة طيران هندية وهذا الأمر تطلب فترة انتظار وتدريب في ليتوانيا للتعرف على أنواع محددة من الطائرات التجارية في الهند.قالت سارة عن مجال الطيران التجاري أن «احتكار الرجال لهذا المجال قد تم كسره لكن التكافؤ في الأرقام سيستغرق بعض الوقت.»

## عملها
بعد الانتهاء من حصولها على درجة البكالوريوس في إدارة الأعمال وإتمامها 1200 ساعة طيران، تم توظيفها من قبل سبايس جيت. في عام 2010 كطيارة تجارية. كانت أول امرأة مسلمة يتم اختيارها في قطاع الطيران، وظلت طيلة عامين تقريبا الطالبة المسلمة الوحيدة من بين 600 امرأة تعمل في صناعة الطيران الهندية. كان إنجازها ملهمًا في مجتمعها ، مما شجع النساء المسلمات الأخريات على الالتحاق بالتدريب التجريبي.

## للمزيد من القراءة
- "A flight away from religious stereotypes". الصحيفة الهندوسية. مؤرشف من الأصل في 2019-01-06.

## وصلات خارجية
- First Female Muslim Pilot Inspires Indians على يوتيوب Publisher: Karima Studio